# Män utan kvinnor (musikalbum)
Män utan kvinnor är ett album av Ulf Lundell, släppt 7 november 1997. Albumet innehåller elva djupa spår fyllda med medelåldersproblem och filosofiska funderingar. Lundell ställer frågor som "Var är mitt hem, min kvinna?", "Var är min belöning? Har jag inte gjort nog snart?".

## Låtlista
1. "Män utan kvinnor" - 4:30
2. "Cadaques" - 4:44
3. "Fel igen" - 6:27
4. "Babywriter" - 3:59
5. "Fullt ut" - 5:49
6. "Warburton mission" - 5.23
7. "Serengeti" - 6:54
8. "Party" - 5:02
9. "Nadja" - 8:28
10. "Underbart" - 5:13
11. "Barcelona" - 5:25

## Medverkande
- Ulf Lundell - sång, akustisk gitarr, munspel
- Peter Korhonen - trummor, kastanjetter, slagverk, tamburin
- Peter Fors - bas
- Lars Halapi - akustisk gitarr, pedal-steel, tubular-bells, vibrafon, akustisk slide-gitarr, elgitarrer, bas, koklocka, Lesliegitarr, spansk gitarr, orgel, kör
- Kristina Jansson - kör
- Fredrik Lanerfeldt - kör
- Heinz Liljedahl - kör
- Per Kvint - kör
- Sara Isaksson - kör
- Samantha Smith - kör
- Jordan Bailey - kör
- Sven Berggren - trombon
- Håkan Nykvist - valthorn
- Anders Garstedt - flygelhorn
- Joakim Milder - stråk- och blåsarrangemang
- S.N.Y.K.O - stråkar

## Listplaceringar
| Lista (1997-1998) | Topplacering |
| ----------------- | ------------ |
| Norge             | 31           |
| Sverige           | 4            |